# 浅科准平
浅科 准平（あさしな じゅんぺい、5月11日 - ）は、日本の男性声優、ナレーター。千葉県出身。フリー。

## 経歴
以前はエーエス企画に所属していた。

## 人物
趣味は道の駅巡り、ドライブ。

## 出演作品

### テレビアニメ
2010年
- それでも町は廻っている（事務員）

2011年
- C³ -シーキューブ-（魚正、アナウンサー）
- 電波女と青春男（中村）
- DOG DAYS（2011年 - 2012年、元老院C、戦士、兵士、漁師） - 2シリーズ

2012年
- BTOOOM!（飯田恒明）
- ヨルムンガンド PERFECT ORDER（ウッディ補佐官）
- 黄昏乙女×アムネジア（村人）
- 松本零士「オズマ」（従者）

2014年
- グリザイアの果実（2014年 - 2015年、坂下啓二、教官、デイブ教授）
- ログ・ホライズン（ヤグド）
- 星刻の竜騎士（学院長、男子生徒、竜丁 他）

2015年
- 俺がお嬢様学校に「庶民サンプル」としてゲッツされた件（近衛の父）

2017年
- 超游世界（モウン）

2018年
- 宇宙戦艦ティラミスII（エベレット）
- オーバーロード シリーズ（2018年 - 2022年、レイザーテール族長、長老、大地神殿長） - 2シリーズ

2019年
- サークレット・プリンセス（理事長）
- 川柳少女（おじいさんA）
- ノー・ガンズ・ライフ（2019年 - 2020年、アンドレアス・ゴズリング） - 2シリーズ
- 八月のシンデレラナイン（会長、塁審）

2020年
- 八男って、それはないでしょう!（買取所職員、エクムント・フォン・ホーエンハイム枢機卿）

2021年
- オルタンシア・サーガ（デフロットの父、商人）

2025年
- グリザイア:ファントムトリガー（桑原、アレクセイ）

### OVA
- 変ゼミ（2010年、親父）

### ゲーム
- むちむちポーク!（2007年、ポークフィレ将軍）
- デススマイルズII 魔界のメリークリスマス（2009年、ディオール）
- CONCEPTION 俺の子供を産んでくれ!（2012年、カオス）
- 大怪獣ラッシュ ウルトラフロンティア（2013年、ダダC）
- 憂世ノ志士・憂世ノ浪士（2015年、山南敬助）
- 雷子（2015年、馬謖）
- 幻魔郷ワンダラー（2016年、徳川家康、宇喜多直家、武蔵坊弁慶、尼子晴久）
- 果つることなき未来ヨリ（2016年、ハール）
- パシャ★モン（2017年、ドリー、リー）
- ATRI -My Dear Moments-（2020年、音声協力）

### 吹き替え

#### 映画
- アナザー・シンプル・フェイバー
- ザ・キング・オブ・ファイターズ（テリー・ボガード）
- 殺人の告白（警備員室長〈シン・ヨンオク〉）
- ザ・ベイ（サム〈クリストファー・デナム〉）
- 355（イライジャ〈ジェイソン・フレミング〉[4]）
- ゼウス プードル救出大作戦!（ゼウス）
- セルフレス/覚醒した記憶（ジェンセン博士〈トーマス・フランシス・マーフィー〉）
- ソロモン・ケーン（ウィリアム〈ピート・ポスルスウェイト〉）
- トカレフ（ケイン〈マックス・ライアン〉）
- PARKER/パーカー（クロール〈ダニエル・バーンハード〉）
- PAN 〜ネバーランド、夢のはじまり〜
- マッドマックス 怒りのデス・ロード ※劇場公開版
- マリグナント 狂暴な悪夢（グレゴリー〈アミール・アブレラ〉[5]）

#### ドラマ
- 激情のコロッセオ 死にゆく者たち
- 18・29〜妻が突然18才!?（ソ・ユノ）
- デビアスなメイドたち（トニー・ビシャラ〈ドミニク・アダムス〉）

#### テレビ番組
- カー・SOS 蘇れ!思い出の名車（ファズ・タウンゼント[6]）

#### アニメ
- スーパーブック（アハシュエロス、ペテロ）
- 鉄拳戦士アイアン・キッド（ガフ）
- バッタ君町に行く（ホピティ / バッタ君）※PDDVD版
- 烈火澆愁

### ラジオドラマ
- 鹿の王（ガンサ=ヴァン）
- 新刊ラジオ 文豪ストレイドッグス外伝 綾辻行人vs京極夏彦（京極夏彦）

### オーディオブック
- 海賊とよばれた男（柏井耕一）
- 影踏み（大野芳夫）
- 教場（風間公親）
- 崩れる脳を抱きしめて（牧島次郎）
- 週刊 三国志（朗読）
- 椿山課長の七日間（ナレーション）
- のぼうの城（成田泰季）
- 星へ行く船（水沢良行）

### デジタルコミック
- アキトはカードを引くようです（2020年、鈴木[7]）
- 魔石グルメ 魔物の力を食べたオレは最強!（2020年、執事、兵士[8]）

### ナレーション
- MOTOR GAMES

### シリーズ一覧
1. ↑  第1期（2011年）、第2期『DOG DAYS'』（2012年）
2. ↑  第2期『II』（2018年）、第4期『IV』（2022年）
3. ↑  第1期（2019年）、第2期（2020年）